# Дятлов Володимир Іванович
Володимир Іванович Дятлов (28 листопада 1907 Київ — 29 березня 1969, Київ) — український радянський науковець у галузі зварювання, педагог. Доктор технічних наук (1964), професор (1965).

## Біографія
Народився в родині інженера. Його дитячі та юнацькі роки припали на час воєн і революційних переворотів, проте батьки зуміли дати йому гарну освіту. У 1930 р Володимир Іванович закінчив КПІ і як металлург отримав направлення на роботу на Алтайський металургійний комбінат. На Златоустовських заводах він освоїв тонкощі виробництва спеціальних сталей, вивчив праці І. І. Аносова, відтворив булатну сталь, і методи дослідження Д. К. Чернова — основоположника металографії. У 1932 р. В. І. Дятлов повертається до Києва, працює в українському НДІ хімічного машинобудування, бере участь у діяльності організованого Е. О. Патоном Зварювального комітету.

### Життєвий шлях та наукові досягнення
У 1935 р Е. О. Патон запрошує В. І. Дятлова на роботу в Інститут електрозварювання і доручає йому розробку нових технологій і зварювальних матеріалів. Першим успіхом було створення електродів з високоякісною обмазкою для ручного дугового зварювання нержавіючих сталей.
В кінці 1930-х років одним з основних напрямків роботи інституту стала автоматизація дугового зварювання. Були запропоновані й навіть впроваджені у виробництво автомати для зварювання штучними електродами, дротом з намотаним паперовим шнуром, який обмазаний крейдяним розчином, дротом хрестоподібного перетину з обмазкою в пазах та ін. Створений вітчизняний спосіб автоматичної дугового зварювання голим електродом під шаром флюсу, яким займалися також провідні в галузі зварювання фірми та інститути за кордоном. До кінця 1939 р. були розроблені перший флюс, кремній-марганцевистий дріт і зварювальна головка для подачі плавкого електрода. У 1940 р. В. І. Дятлов стає першим завідувачем технологічним відділом інституту (до 20.10.1943 р). В цьому ж році вийшла постанова про впровадження нової технології Інституту електрозварювання і до середини 1941 р. автоматичне зварювання під флюсом почали застосовувати вже на 20 найбільших заводах країни при виготовленні котлів, вагонів і ряду інших відповідальних виробів. Роботу в інституті В. І. Дятлов поєднував з викладацькою діяльністю. З дня заснування зварювального факультету (1935 р) в Київському політехнічному інституті він викладає студентам ряд дисциплін, які можна віднести до металургійних основ зварювання, розробки технологій дугових процесів і створення зварювальних матеріалів.
З наближенням німецько-фашистських військ до Києва В. І. Дятлов керує евакуацією майна інституту та співробітників із сім'ями. Дослідний вантажний вагон, зварений в ІЕЗ, не маючии ніяких «дозвільних» документів, все ж благополучно прибув в Нижній Тагіл. Сюди, на «Уралвагонзавод», призначений Е. О. Патоном для розміщення Інституту електрозварювання, незабаром евакуювався і Харківський завод ім. Комінтерну, де виготовляли танки Т-34. Тут під керівництвом Є. О. Патона розгорнулося впровадження автоматичного зварювання. В. І. Дятловим і співробітником лабораторії харківського заводу Б. А. Івановим вперше була вирішена проблема дугового зварювання під флюсом броньових сталей. Відкриття в 1942 р. В. І. Дятловим явища саморегулювання дугових процесів з плавким електродом дало можливість спростити конструкцію механізмів і створити одномоторні зварювальні головки. У жовтні 1943 р. В. І. Дятлов очолює лабораторію зварювання «Уралмашзавода» в Свердловську, де конструює зварювальні головки з урахуванням явища саморегулювання та удосконалює технологію виробництва важких танків КВ, ІС та самохідних артилерійських установок. Разом з суднобудівниками, які під час війни були евакуйовані на Урал, він в 1944 р. переїжджає до Ленінграда.
Відділ зварювання, який В. І. Дятлов очолив в ЦНДІ ТС («Прометей»), став одним з провідних в країні з освоєння нових матеріалів для інженерних конструкцій, що працюють в екстремальних умовах. Тут були розроблені технології виготовлення реактора першого в світі атомного криголама «Ленін» і реакторів для атомних підводних човнів, проведені систематичні дослідження високоміцних сталей. Зокрема, зварювання броньованої сталі товщиною до 300 мм (борта, бойові рубки і вежі) була впроваджена у виробництво ракетних крейсерів, атомних підводних човнів та ін. В. І. Дятлов починає розробляти технології зварювання алюмінієвих і титанових сплавів, що зацікавили суднобудівників.
У 1954 р В. І. Дятлов повертається до Києва і до кінця життя працює в КПІ — читає лекції, проводить дослідження, керує аспірантами. Він викладав металургійні основи зварювання, теплові основи зварювання, технологію зварювання плавленням. Він був неперевершеним лектором, слухати його приходили не лише студенти-зварювальники, а й майбутні металурги, фахівці з обробки тиском. Випускники берегли конспекти лекцій багато років і зверталися до них при вирішенні наукових і виробничих завдань. Ще в 1935—1939 рр., в період роботи над першим способом автоматичного зварювання під флюсом, В. І. Дятлов почав розглядати зварювальні процеси як металургійні, які протікають іноді за частки секунди. Тому В. І. Дятлов неодноразово пропонував перевести кафедри зварювання на металургійні факультети або хоча б посилити викладання фізикохімічних предметів. Він написав велику книгу по металургійним основам зварювання, однак видати її не вдалося. Вона була переписана на кальку і розтиражована «самвидавом».
На кафедрі зварювання КПІ В. І. Дятлов продовжив виконувати замовлення суднобудівників — розробляти оптимальну технологію зварювання алюмінієвих сплавів. Аналогічна задача стояла і перед ракетобудівниками. Разом з аспірантом Ю. А. Дьомінським, В. І. Дятлов, дослідивши кілька способів зварювання, підтвердив перспективність дугового зварювання в інертних газах та магнітного керування зварювальними процесами. Під керівництвом В. І. Дятлова аспірант М. І. Коперсак досліджував особливості зварювання жароміцних хромонікелевих сплавів. Результати досліджень послужили суттєвим внеском в наукові основи металургії зварювання. Пізніше в 1961—1963 рр. аспірант з КНР Жень дзя Ле під керівництвом В. І. Дятлова розробив технологію зварювання жароміцних сталей в азоті, впроваджену в ракетобудуванні.

### Характер
В. І. Дятлов відрізнявся інтелігентністю і чарівністю, спокійним, доброзичливим і рівним ставленням до колег та студентів. До нього по консультації зверталися фахівці з усієї країни; його роботи з фізики дуги, теорії переносу електродного металу, термодинамічних процесів, плавленню і кристалізації ванни, плавленню електрода, конструюванню зварювальних автоматів та інші знають у всьому світі. Йому вдавалося вирішувати найскладніші завдання, що стояли на шляху розвитку зварювального виробництва. Знайдені ним рішення не мали аналогів у світі. Так, явище саморегулювання процесу плавлення електрода було використано вперше в США через 10 років після відкриття його В. І. Дятловим.
Помер Володимир Іванович Дятлов 29 березня 1969 у Києві.

## Звання і нагороди
За внесок у розвиток судно- та ракетобудування, а також підготовку фахівців він був нагороджений двома орденами «Знак Пошани».